# Cultura del Diquís

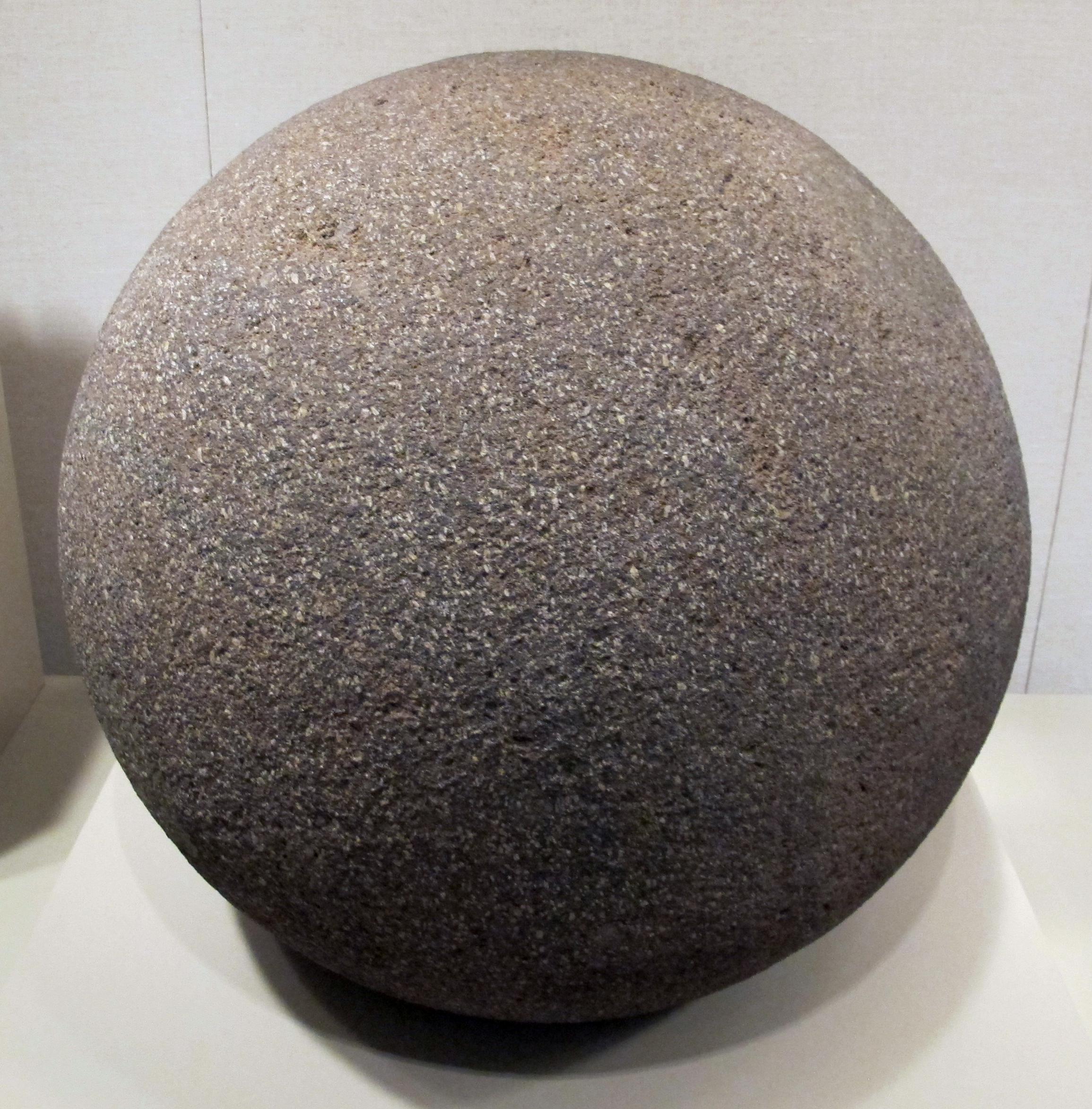
Esfera de piedra, símbolo distintivo de la cultura del Diquís.

La cultura del Diquís es una cultura precolombina americana que se desarrolló en Costa Rica, en el Valle del río Grande de Térraba, llamado por los aborígenes Diquís (Dí´Crí, agua grande), en lo que actualmente es el cantón de Osa, provincia de Puntarenas, en el sureste del país. Esta cultura, de tradición costarricense, se caracterizó por tres representaciones únicas dentro de las civilizaciones prehispánicas del continente americano: la elaboración de esferas de piedra megalíticas, la construcción de estatuas de piedra de forma antropomorfa aplanada, con bases de espiga, y la confección de piezas de oro de muy alta elaboración y profundo contenido mitológico.
El área del delta del Diquís presenta una historia ocupacional que data de aproximadamente 1.500 a. C. Fue uno de los centros precolombinos más importantes de Costa Rica, con una cultura distintiva, en la cual destacan las esferas de piedra, que en la actualidad son símbolo nacional del país y Patrimonio de la Humanidad.

## Territorio y ambiente
La vida cotidiana de los grupos culturales de la región de Diquís se desarrolló principalmente en valles aluviales, en las costas y en las altas montañas. En estos ambientes, obtenían los recursos necesarios para la subsistencia y la materia prima para elaborar sus implementos y adornos de orden social.

## Historia

### Periodo Sinancrá (1.500 - 300 a.C.)
Corresponde este periodo al establecimiento de comunidades agrícolas agrupadas en aldeas, generalmente pequeñas y dispersas. Cuenta con dos periodos de ocupación: Curré y Darizara. En lo social, estas aldeas se caracterizaron por ser una organización tribal con relaciones igualitarias, organizadas por parentesco. Las sociedades autóctonas elaboraron herramientas de piedra y utensilios cerámicos, que se utilizaron en actividades agrícolas y para procesar los alimentos. Sin embargo, también se plasmaron aspectos iconográficos en los objetos cerámicos.
Algunas ideas importantes fueron Curré (fase Curré), en el valle del río Grande de Térraba, y Ni Kira (fase Darizara), en el valle de Coto Colorado, también en la desembocadura de los ríos Sierpe y Térraba y en la isla del Caño. La cerámica elaborada en Ni Kira es similar a la encontrada en Curré, aunque con variaciones en la proporción de los diseños decorativos.
En el caso de la isla del Caño, entre 700 y 1.500 a. C., ésta fue utilizada como cementerio, aunque también fue usada como residencia permanente de tribus quepoas y borucas. En el territorio de la isla se han encontrado restos de esferas de piedra.

### Periodo Aguas Buenas (300 a.C. - 800 d.C.)
Durante este periodo, se da un cambio de la organización tribal a la organización cacical, con la presencia de un jefe principal y una nobleza con poderes hereditarios, además de líderes religiosos (chamanes) y artesanos especialistas. Se establecieron divisiones territoriales más marcadas y redes de distribución e intercambio. Las sociedades ocuparon territorios desde el nivel del mar hasta los 1.500 m s. n. m., incluyendo terrazas aluviales, valles y montañas.
Las aldeas fueron pequeñas, generalmente de una a dos hectáreas, cercanas a los ríos. En muy pocos de ellos se construyeron estructuras como por ejemplo montículos. En lo religioso, los difuntos se enterraban dentro de las viviendas.
La escultura lítica se caracterizó por dos tipos de tallado en piedra: la elaboración de estructuras abstractas como barriles de piedra de forma cilíndrica y esferas, y la escultura de figuras antropomorfas. Las aldeas miden entre una y dos hectáreas, con presencia de terrazas planas elevadas, generalmente próximas a cursos de agua, sin grandes estructuras. En los sitios más importantes se construyeron montículos con muros de cantos rodados, barriles de piedra y petroglifos.
La cerámica se caracterizó por el uso alterno del rojo y el anaranjado del engobe. Los adornos tienen motivos de animales: pizotes, mapaches, armadillos y tucanes, todo ello en técnica incisa y con diseños geométricos.
En lo económico, fueron sociedades agrícolas que cultivaron el maíz (se han encontrado manos y metates de piedra), semillas, raíces y tubérculos. En las aldeas costeras, se desarrolló la pesca y recolección de moluscos y otras especies marinas. La caza y recolección se presentó en los bosques cercanos a las aldeas.

### Periodo Chiriquí (800 - 1.500 d.C.)
El periodo Chiriquí, a partir de 800 d. C. y hasta la conquista española, se caracterizó por un acentuamiento de las diferencias regionales, un incremento en el número y tamaño de las aldeas, con el establecimiento de sociedades más complejas, con un cacique principal controlando cacicazgos más pequeños. Se construyeron importantes aldeas de más de 30 hectáreas de diámetro (el mayor encontrado alcanza las 900 hectáreas) en los territorios aluviales de Sierpe, el río Térraba y Palmar Sur, los cuales a su vez sufrieron un proceso de abandono y repoblamiento motivados por las continuas inundaciones.
La arquitectura de este periodo alcanzó cierto monumentalidad: estructuras construidas sobre cantos rodados, basamentos circulares, empedrados, montículos circulares, rectangulares y cuadrangulares con muros de piedra, plazas y rampas, cementerios con ofrendas de oro, cerámica y piedra.
Estos grupos mantuvieron intercambio comercial con los pueblos del noroeste de Costa Rica (Nicoya) y la región central de Panamá, estableciendo para ello todo un sistema de comunicación utilizando el río Grande de Térraba y sus tributarios, permitiendo la comunicación de la costa con las montañas de Talamanca. Los depósitos aluviales de oro eran controlados por las élites, que además lograban adquirir bienes exóticos que reforzaban su poder político y religioso.
Además de los gobernantes y los sacerdotes, la sociedad estaba compuesta por artesanos especializados y los guerreros. Las crónicas españolas de la época señalan la belicosidad de estos pueblos, así como la costumbre de tomar las cabezas de los enemigos caídos como trofeo, lo que se refleja en la estatuaria.
En lo cultural, el periodo Chiriquí se caracterizó por la consolidación de estatuaria monumental en piedra, compuesta por la elaboración de esferas y de estatuas con base de espiga.

## Manifestaciones culturales
El área del Diquís albergó una cultura desarrollada, estructurada en una alta organización política, económica, religiosa y social, la cual se expandió a todo lo largo y ancho de la llanura aluvial y alrededores del territorio. Los Diquís fueron una nación que manejó aspectos complejos de tipo ideológico-simbólicos, que los hizo capaces de organizar y administrar un pequeño reino, haciéndolo funcionar de manera efectiva. Lograron el desarrollo agrícola, político y comercial necesarios para solventar el surgimiento de especialistas dedicados a la elaboración de obras monumentales.
Precisamente, la región del Diquís se destaca por la presencia de estatuaria monumental, en especial por las esferas de piedra y las estatuas con base de espiga. A su vez, del área del Diquís provienen la mayoría de los objetos de oro que se han hallado en Costa Rica.

### Esferas de piedra
Las esferas de piedra son megalitos esculpidos a partir de rocas de gabro o granodiorita principalmente, que datan de entre 300 a. C. y 300 d. C. Se les considera la principal y más importante representación cultural del pueblo de Diquís, así como el más importante legado precolombino de Costa Rica. Se encuentran ubicados sobre todo en el valle del río Grande de Térraba en cerca de 34 sitios arqueológicos, aunque también se han hallado en las llanuras del Pacífico, en la isla del Caño y un solo sitio en la península de Papagayo, en la provincia de Guanacaste. En el valle del Diquís es el único lugar donde se conservan en su emplazamiento original, en alineamientos circulares, semicirculares y triangulares, cercanas a donde estuvieron ubicados los principales asentamientos cacicales, junto a las estatuas con base de espiga, en las áreas abiertas y en las plazas principales de las aldeas.
Su tamaño va de pocos centímetros hasta 2.5 metros de diámetro, con un peso que oscila entre algunos kilogramos hasta las 15 toneladas. En las zonas de los emplazamientos no se han encontrado las materias primas con las que fueron esculpidas, por lo que se cree o bien el material fue traído desde otro sitio, como la Cordillera Brunqueña, donde hay yacimientos de estos materiales, o bien, fueron esculpidas y transportadas desde esos lugares.
Para su elaboración, se utilizaron técnicas de abrasión e instrumentos de piedra, aunque aún no se tiene del todo claro cómo se fabricaron. Su significado también es motivo de debate: se postuló en un principio que fueron símbolos de rango, poder e identidad étnica, dado que su número, acabado y tamaño es mayor cerca de las aldeas. Sin embargo, el hallazgo de esferas en solitario ha interpretado su uso como marcador territorial. También se ha postulado su función como artefactos mnemónicos, es decir, como ayudas de memoria, en asociación al estudio de fenómenos celestes y ciclos naturales, agrícolas y como calendario, o bien, su uso como jardines astronómicos que representan elementos siderales, como constelaciones, aunque las alineaciones encontradas no han podido ser asociadas con ningún agrupamiento estelar. Se les ha asociado con los equinoccios y los solsticios, para lo cual su disposición sería modificada en función de la salida, trayectoria y puesta del sol. 
Otra hipótesis indica que las esferas son representaciones de proyectiles de cerbatana que el dios del trueno Tlachque, de la cosmogonía de los indígenas de Costa Rica, lanzaba contra los serkes, dioses de los vientos y los huracanes, para alejarlos de las tierras de Diquís.
La hipótesis más reciente - planteada por la arquitecta costarricense Melissa Rudin a través de sus investigaciones - va también en función de aspectos mítico-religiosos: las esferas son representaciones de Centros de mundo; es decir, son - dentro de la cosmovisión de la cultura - seres que albergan universos dentro de sí mismos y están cargados de energía.
Las esferas de piedra se consideran un hito histórico del pasado prehispánico de Costa Rica, dado que son una síntesis formal que denoda un grado de madurez plástica único. Su tamaño y número en Costa Rica no conoce paralelo en ninguna otra cultura en ninguna otra parte del mundo. En la actualidad, las esferas de piedra son símbolo nacional de Costa Rica y han sido declaradas como Patrimonio de la Humanidad por la UNESCO.

### Estatuaria
La cultura de Diquís también elaboró gran cantidad de estatuas, algunas de ellas de tamaño monumental, caracterizadas por la colocación de una espiga o base para colocarlas verticalmente. Junto a las esferas, éstas se colocaban en sitios importantes de las aldeas, como las plazas, los templos y la residencia de los reyes. Las estatuas antropomorfas formaron un conjunto con las esferas, cumpliendo una función de elementos de prestigio público y colectivo, en contraposición al uso del oro como símbolo de rango y poder individual.
Las estatuas con base de espiga se caracterizaron por su forma aplanada. Algunas de ellas llegan a medir hasta dos metros de altura. Las esculturas representan la forma humana, en pose ritual y en muchas ocasiones con máscaras de animales y extraños tocados, puesto que el chamanismo cumplió un papel medular en la cultura. Fuera del área del Diquís, no se han encontrado monumentos semejantes con este estilo específico.
Más tardíamente se elaboraron otro tipo de estatuas que representan guerreros con cabezas-trofeo, en referencia a la costumbre de tomar la cabeza del enemigo vencido como prenda. Otros elementos importantes de la estatuaria de esta área fueron el metate ceremonial, generalmente de plato ovalado, con cuatro soportes y cabeza de jaguar, así como esculturas que representan animales como el búho, el jaguar y el murciélago.

### Metalurgia
En la región del Diquís abundaron los yacimientos de oro de origen aluvial, por lo que es la región donde se ha dado la mayor cantidad de hallazgos de objetos de este metal en todo el país. La mayoría de los depósitos de oro aluvial se encuentran ubicados en el sureste del país, desde la península de Osa hasta penetrar en territorio panameño. Se le encontraba concentrado en quebradas, ríos, llanuras aluviales, terrazas y deltas, concentrado en el agua, arenas y gravas, de diversas formas y tamaños, desde pequeñas escamas hasta pepitas de varios gramos, puro o en aleaciones de plata y cobre. No existe evidencia de que se explotaran minas de oro durante la época precolombina. El procedimiento más común para extraer el oro era el lavado de arenas.
Costa Rica forma parte de la tradición metalúrgica del Área Intermedia de América, que también incluye a Panamá y el noroccidente de Colombia. Dentro del panorama metalúrgico del continente, esta área constituyó un núcleo de desarrollo tecnológico importante, donde predominó la técnica de la fundición de la cera perdida en aleaciones de oro y cobre, las cuales fueron utilizadas para elaborar narigueras, orejeras, pectorales y formas animales y humanas de gran contenido simbólico. Esto permitió que se marcara una diferenciación con respecto a las tradiciones de otras áreas del continente. Los objetos de oro fueron utilizados principalmente como ornamento y símbolo de rango, por lo que la mayoría de las piezas provienen de enterramientos de personajes de alto rango.
Durante la época precolombina, se establecieron rutas de intercambio marítimas y terrestres entre las sociedades autóctonas de las actuales Costa Rica, Panamá, Colombia y Venezuela. Por esta dinámica de intercambio, objetos de oro provenientes de Colombia penetraron en el territorio costarricense, lo que permitió el aprendizaje de las tecnologías de fabricación de objetos de oro entre los grupos que habitaban Panamá y el sureste de Costa Rica, que compartieron una misma tradición tecnológica. Las sociedades costarricenses empezaron a utilizar y manufacturar objetos de oro, a los que daban uso ceremonial y de ornamento para distinguir a los que ocupaban cargos importantes. La metalurgia de objetos de oro llegó a ser tan importante que llegó a desplazar a la lapidaria del jade, dándose una transición entre ambos materiales entre 500 y 900 d. C. La técnica de la fundición permitió el desarrollo de aleaciones de oro y cobre, a las cuales de aplicaron diversas técnicas de decoración y acabado. A partir del año 700 d. C. y hasta la llegada de los europeos, surgieron estilos particulares en cada área geográfica del país.
En el caso particular de la región sureste de Costa Rica, donde se asentaron los Diquís, se caracterizó particularmente el predominio de la figura humana como tema central, pero combinando ésta con la presencia de elementos animales, lo que lo hace distintiva de otras regiones de Costa Rica y a la vez, concordante con otros objetos manufacturados a partir de piedra, concha y hueso. Las piezas de oro se distinguen por su mayor tamaño, algunas de ellas articuladas en dos y hasta tres secciones. Abundan los elementos decorativos en la figura principal. Hay gran producción de objetos martillados como discos, pectorales y diademas. Existió una homogeneidad entre el uso de materias primas locales y el acabado de los objetos.
Para la elaboración de las piezas de oro, los orfebres utilizaron dos técnicas: el martillado y la fundición. Con el martillado se trabajaba directamente el metal, extendiendo la pepita de oro golpeándola en los bordes, alargando el metal desde el exterior hasta el interior, calentando la lámina mientras se martillaba para evitar que se resquebrajara al enfriarse. La lámina obtenida se cortaba con cinceles de piedra o metal, y se decoraba mediante repujado, dibujando formas por el reverso para que quedaran en relieve por el frente. En el caso de la fundición, se utilizó cera perdida, en la cual se fabricaba la figura deseada usando cera de abejas y resinas naturales, de modo que sirviera de molde. Se utilizaba una aleación de oro y cobre (tumbaga) que permitía al material ser más maleable y fundible. Las técnicas de acabado utilizadas eran el repujado, el pulido, el grabado y las perforaciones, destacándose la filigrana fundida, técnica más usada en la orfebrería de Costa Rica, donde se utilizaban hilos delgados de cera puestos en forma paralela, arrollados en espirales, trenzados o solos para elaborar los decorados. Los objetos realizados en tumbaga se les aplicaba una técnica llamaba dorado por oxidación, donde el objeto se enfriaba y se calentaba varias veces formando diversas capas de óxido de cobre que eran eliminadas para hacer surgir una capa superficial de oro que le daba brillo.
En cuanto a su cantidad, las crónicas españolas concuerdan en referirse a la abundancia de objetos de oro en la parte sur de Costa Rica y la existencia de conflictos entre grupos asentados cerca de sus depósitos. Durante el siglo XIX y mediados del XX, gran cantidad de objetos de oro fueron saqueados en el sur de Costa Rica y Panamá, debido principalmente a la remoción de tierras para cultivos de café y banano y la construcción de ferrocarriles y carreteras. En 1963, el arqueólogo estadounidense Samuel Lothrop descubrió en un sitio llamado Finca 6, en el Valle del Diquís, un enterramiento con ochenta y ocho objetos de oro, uno de los más importantes del país, cuya colección se encuentra hoy en el Museo del Oro Precolombino de San José.

### Cerámica

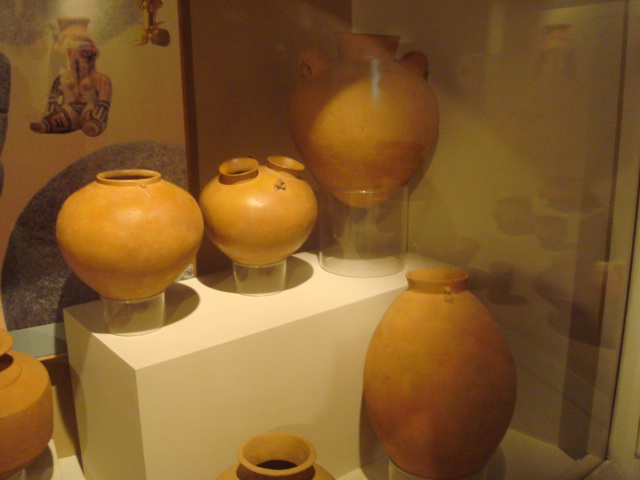
Cerámica precolombina de la región de Diquís, en Costa Rica.

La cerámica de la cultura del Diquís es de tipo monocromo y bicromo. Tiene preferencia por las piezas pequeñas con motivos antropomorfos y zoomorfos, principalmente en elementos de uso doméstico (vasijas, instrumentos musicales). Se caracteriza por la belleza de las piezas, con fuertes expresiones de movimiento y con estética plástica elaborada y estilizada.
Su elaboración inicia entre 2.000 y 300 a. C., que corresponde al periodo más antiguo de uso de la cerámica registrado en Costa Rica. Las muestras más antiguas corresponden a fragmentos de platones de arcilla y budares. Entre 300 a. C. y 300 d. C., con la organización tribal de las sociedades autóctonas, la cerámica comienza a caracterizarse por el uso del color rojo y anaranjado, con temas zoomorfos. Las decoraciones son de líneas incisas que forman diseños geométricos.
Entre 300 d. C. y 800 d. C., con la consolidación de los cacicazgos complejos, aparecen nuevos tipos de cerámica, caracterizados por dibujos de animales elaborados con línea incisa sobre engobe rojo. Para el periodo Chiriquí (800 a 1.500 d. C.), se inicia el uso de la policromía en rojo, negro y crema, motivos bicromos, cerámica galleta y decoración plástica.

### Asentamientos
Para construir sus viviendas, las sociedades autóctonas del Diquís tomaron en cuenta factores climáticos, por lo que en algunos casos levantaron paredes con barro y caña, técnica llamada bahareque, y en otros con bases y montículos conformados con cantos rodados de río o pisos de arcilla quemada, y paredes de caña con techos de palma.
Con el tiempo, construyeron redes de caminos o calzadas empedradas, o simples trillos para transportar productos agrícolas, tanto en el propio asentamiento como rumbo a otros centros de población; resolvieron el acceso al agua con acueductos, puentes, y diseñaron plazas para realizar ceremonias y festividades.

#### Reino de Coctú
A la llegada de los españoles en el siglo XVI, existía en la región sureste de Costa Rica un importante reino indígena denominado Coctú (o Coto), de cultura del Área Intermedia y emparentados con los muiscas del norte de Colombia. Coctú entró en contacto con los españoles en 1522 y a partir de allí estableció ciertos enfrentamientos bélicos con ellos, sobre todo a partir de 1563 con el arribo de Juan Vázquez de Coronado, cuya expedición a esta zona del país permitió registrar muchas de las costumbres y forma de vida de este pueblo.
Vázquez de Coronado registra la riqueza del reino, que poseía oro, gran cantidad de productos agrícolas y abundante territorio para la caza y la pesca. Destaca el trabajo orfebre, la cerámica, el hilado de algodón y la escultura en piedra, aunque no registra la presencia de las esferas. Pueblo belicoso, los coctú se dedicaban a la guerra, incluidas las mujeres, que conformaban una clase guerrera especial a las que los indígenas huetares denominaban biritecas. Los coctú cortaban las cabezas de los guerreros caídos y las tomaban como trofeos, pero no practicaban la antropofagia. Las mujeres y los niños de los pueblos vencidos eran tomados como esclavos por el rey y eran sacrificados y enterrados con él cuando éste fallecía.
Los coctú habitaban en pueblos fortificados, que los españoles llamaron palenques. Estos pueblos estaban rodeados de empalizadas, dentro de los cuales se construían las casas en hileras, levantadas un poco del suelo y provistas de troneras por donde se podía atacar al enemigo sin que este lo notara. Dentro de cada fortificación, cabían cerca de cuatrocientas personas, aunque Vázquez de Coronado calculó que había en Coctú por lo menos 1.600 guerreros.
Los guerreros de Coctú, según la crónica de Vázquez de Coronado y por algunas piezas de cerámica encontradas que los representan, se labraban y tatuaban el cuerpo con sellos y pintura de guerra ceremonial negra, roja y anaranjada, se ataviaban con objetos de oro para la batalla, y se armaban con largas lanzas y rodelas reforzadas con cuero de danta. También utilizaban un arma lanzadardos llamada estólica.
Coctú fue un reino importante y se mantuvo relativamente independiente de la autoridad española durante el siglo XVI. Aunque sus habitantes fueron repartidos en encomiendas en 1569. no hubo presencia española en la zona por lo menos hasta 1601, excepto por fundación de Nueva Cartago en 1563 y de Nombre de Jesús en 1571, ambas de existencia efímera. Aun así, la población de Coctú parece haberse ido extinguiendo paulatinamente, posiblemente secundario a las enfermedades infectocontagiosas traídas por los conquistadores. En 1629, los pocos habitantes de Coctú que quedaban fueron reducidos junto con los borucas en dos pueblos de indios.

#### Otros sitios
Cuatro sitios localizados en la región sureste de Costa Rica se han distinguido como importantes asentamientos cacicales de la cultura Diquís, todos ellos principalmente por la presencia de esferas de piedra, por lo que han sido declarados Patrimonio de la Humanidad por la UNESCO. Estos sitios se consideran representativos de la cultura del Diquís y están datados entre 300 y 1500 d. C.:
- El Silencio: localizado en una pendiente de una loma de la Cordillera Costeña, en este sitio se ubica la esfera de piedra más grande encontrada hasta ahora, de 2.5 metros de diámetro. También se han hallado basamentos de cantos rodados y empedrados.
- Batambal: ubicado en una loma, tiene un área de dos hectáreas, 4 esferas, montículos y distintas estructuras. Desde este sitio hay una excelente observación de la llanura aluvial aledaña.
- Grijalba-2: localizado cerca del río Balsar, tributario del Grande de Térraba. En sus tres hectáreas hay una esfera, montículos, basamentos de cantos rodados y depósito de materiales.
- Finca 6: quizás el más importante hallazgo arqueológico de la zona, Finca 6 se ubica en un estero sujeto a la acción de las mareas, y está compuesto por un área de gran extensión territorial, de modo que parece haber sido el asentamiento de un importante cacicazgo. En el hay dos alineamientos de esferas orientadas este-oeste, además de montículos y empedrados. Se han encontrado dos montículos de 20 a 30 metros de diámetro, donde se colocaron las viviendas de los principales de la población. Los alineamientos de esferas, semienterrados, parece que fueron colocados en un área que sirvió de plaza, frente a los montículos. Una estructura de piedras semicircular de 10 metros de diámetro sirve de perímetro al montículo donde se ubicó la vivienda principal, funcionando como una especie de vestíbulo o portal de la misma. La zona también cuenta con un empedrado de roca caliza que se presupone fue utilizado para ritos ceremoniales. El análisis arqueológico ha determinado que el lugar corresponde al periodo Chiriquí. En la zona se ha encontrado gran cantidad de material cerámico, además de una importante tumba funeraria donde se desenterraron 88 piezas de oro, que conforma actualmente parte de la colección del Museo del Oro Precolombino en San José.

## Legado

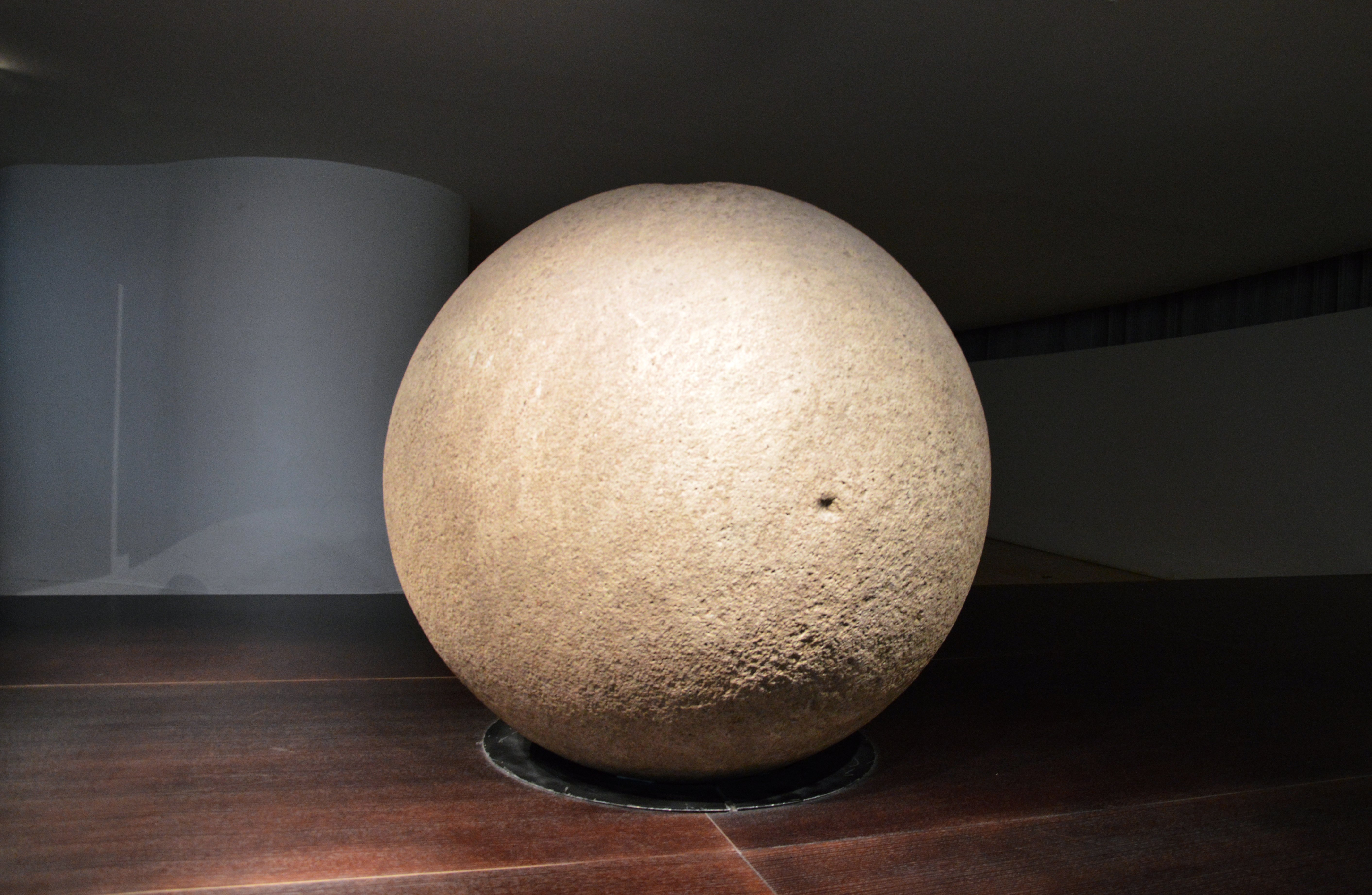
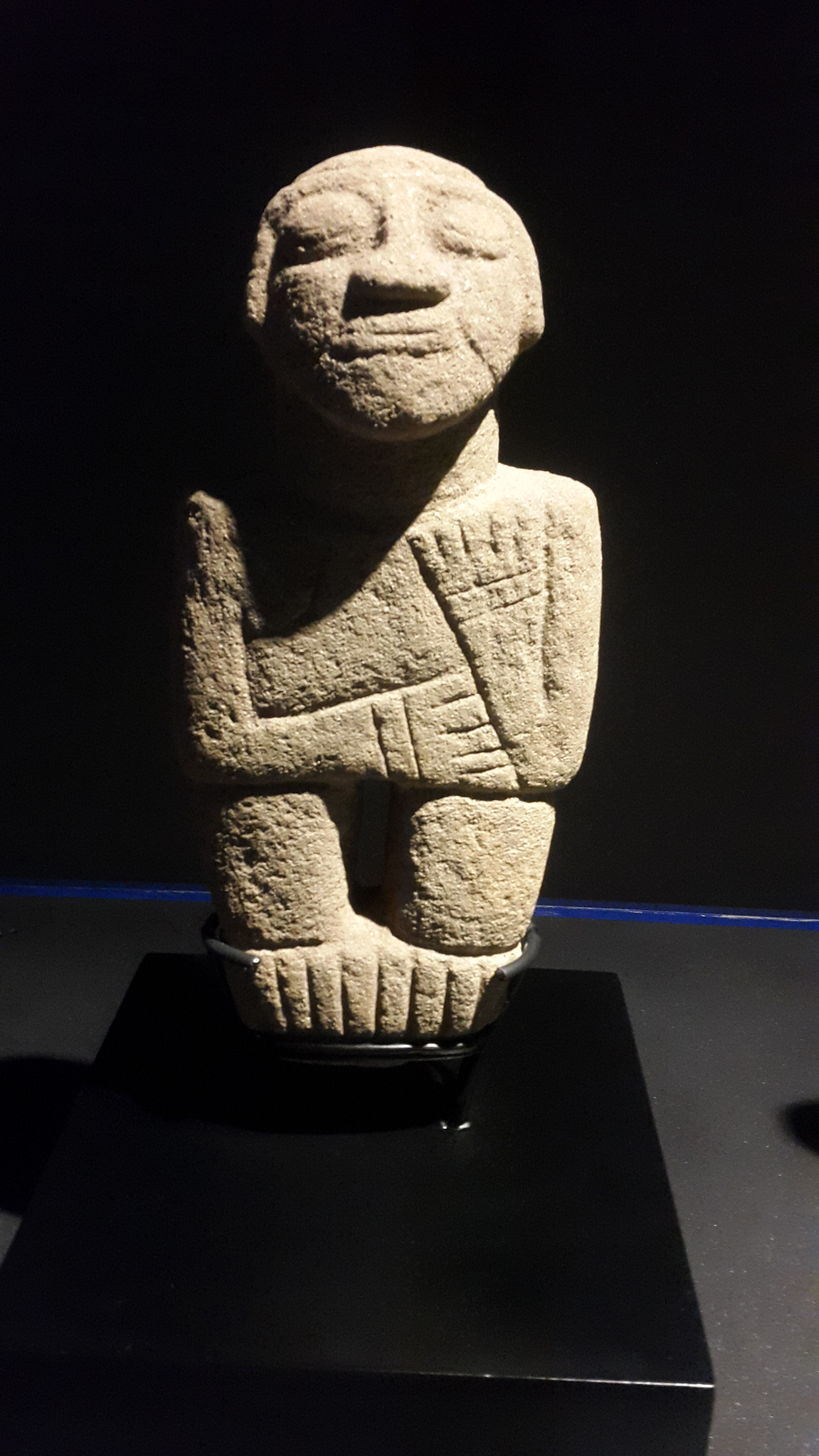
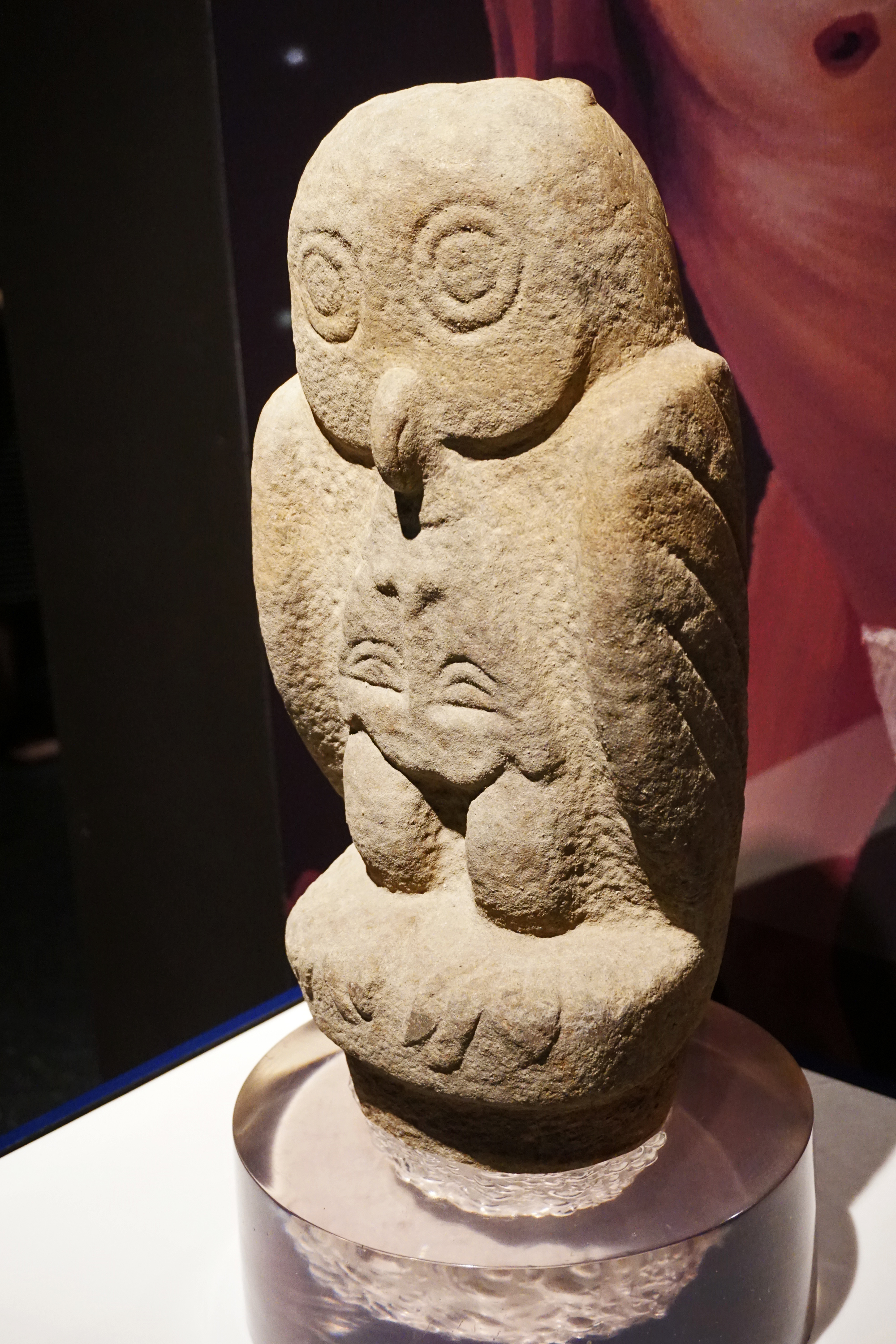
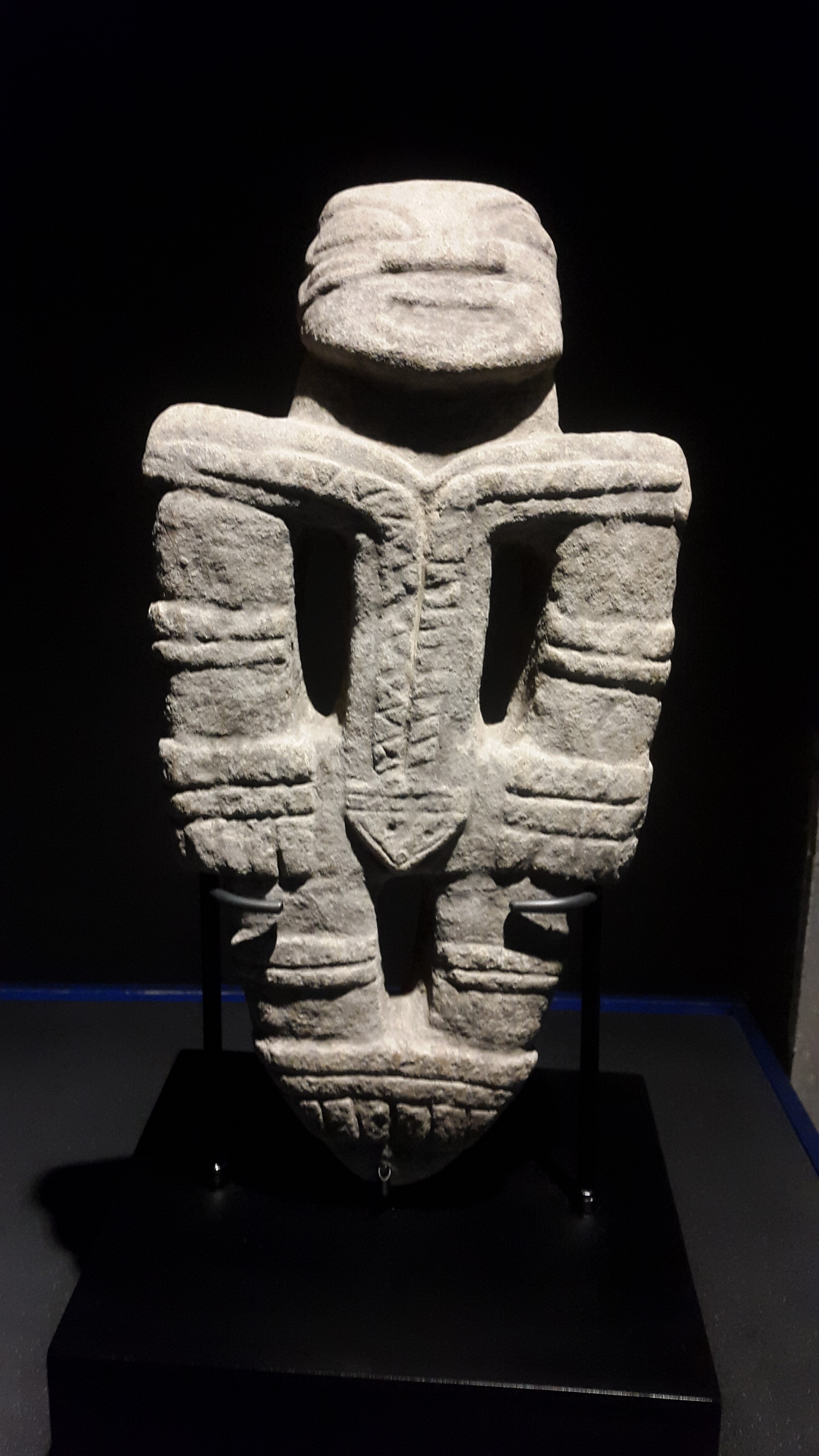
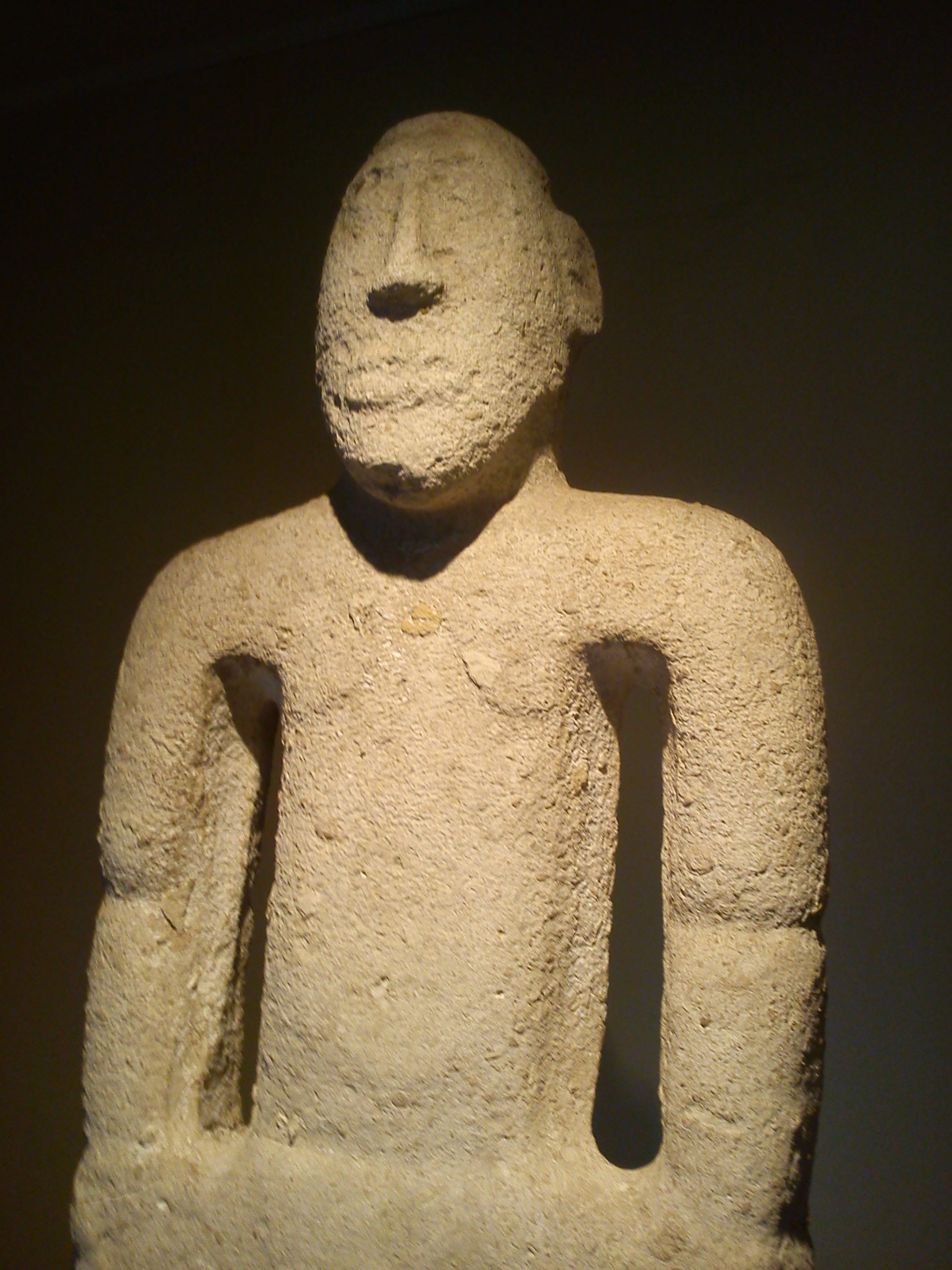
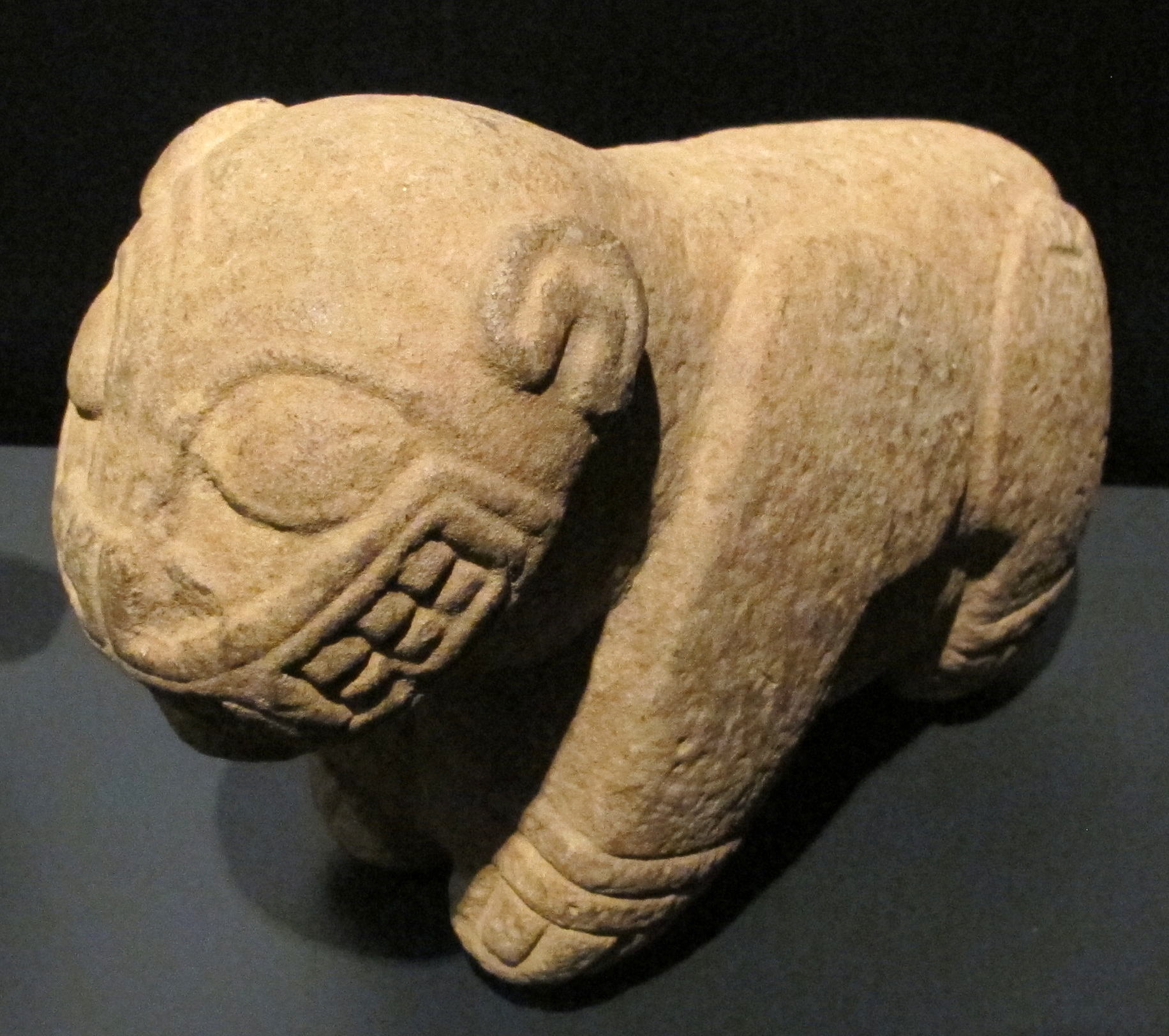
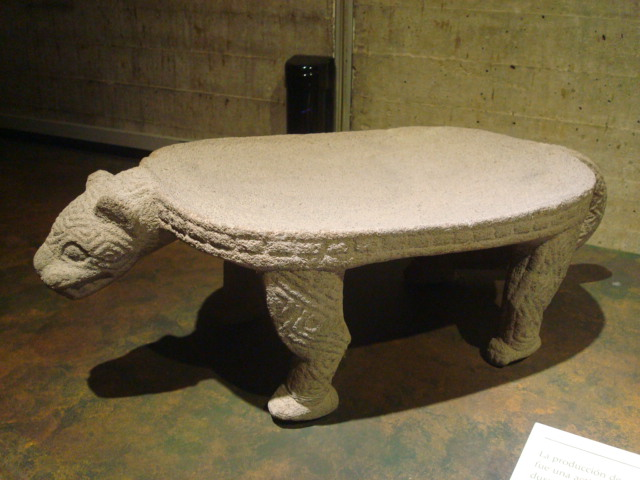